# La Légende de l'aigle chasseur de héros
Pour plus de détails, voir Fiche technique et Distribution.
La Légende de l'aigle chasseur de héros (射雕英雄传之东成西就) est un film hongkongais réalisé par Jeffrey Lau, sorti en 1993.
C'est l'adaptation sous la forme d'une comédie de type mo lei tau (humour absurde) du roman The Legend of the Condor Heroes de Jin Yong paru 1957. Ce roman met en scène cinq combattants fictionnels qui sont les plus importants du monde des arts martiaux (le wulin) sous la dynastie Song.

## Synopsis
La troisième princesse essaie de déjouer le complot de Feng Ouyang et sa cousine. Elle cherche de l'aide auprès du maître Huang Yaoshi.

## Fiche technique
Sauf indication contraire, les informations mentionnées dans cette section peuvent être confirmées par la base de données cinématographiques IMDb,  présente dans la section « Liens externes ».
- Titre original : 射雕英雄传之东成西就
- Titre international : The Eagle Shooting Heroes
- Titre français : La Légende de l'aigle chasseur de héros
- Réalisation : Jeffrey Lau
- Scénario : Jeffrey Lau d'après Jin Yong
- Photographie : Peter Pau
- Montage : Kai Kit-wai
- Musique : James Wong
- Production : Wong Kar-wai et Tsai Sung-lin
- Pays d'origine : Hong Kong
- Format : Couleurs - 35 mm - 1,85:1 - Mono
- Genre : action, comédie, fantastique, mo lei tau
- Durée : 103 minutes
- Dates de sortie :
  - Hong Kong : 5 février 1993
  - France : 14 août 2024

## Distribution
- Leslie Cheung : Huang Yaoshi, l'hérétique de l'Est
- Tony Leung Ka-fai : Duan Zhixing, l'empereur du Sud
- Tony Leung Chiu-wai : Feng Ouyang, le poison de l'Ouest
- Jacky Cheung : Hong Qigong, le mendiant du Nord
- Kenny Bee : Wang Chongyang, le divin du Centre
- Brigitte Lin : troisième princesse
- Joey Wong : Suqiu, fiancée de Huang Yaoshi
- Maggie Cheung : Imperial Master
- Carina Lau : Zhou Botong
- Veronica Yip : cousine de Feng Ouyang

## Production
Alors que le tournage du film Les Cendres du temps, dont l'histoire est un préquelle au roman The Legend of the Condor Heroes de Louis Cha, prend beaucoup de temps, Wong Kar-wai décide de produire une version parodique de ce même roman réalisé par Jeffrey Lau et dont le casting est presque le même que celui de son propre film, dans le but de le sortir en salles pour le Nouvel An chinois 1993,.